# (15583) Hanick
(15583) Hanick (2000 GM74) – planetoida z pasa głównego asteroid okrążająca Słońce w ciągu 4,26 lat w średniej odległości 2,63 j.a. Odkryta 5 kwietnia 2000 roku.